# New York Drama Critics' Circle
New York Drama Critics' Circle (pt: Círculo de Críticos de Arte Dramática de Nova York) é composto de 20 críticos de arte dramática de jornais diários, revistas e agências de notícias baseados na área metropolitana da cidade de Nova York. A associação foi fundada em 1935 por um grupo de jornalistas reunidos no Hotel Algonquin.
O Círculo reúne-se duas vezes por ano. Ao fim de cada temporada teatral, eles votam nos espetáculos preferidos para a concessão dos New York Drama Critics' Circle Awards, o segundo mais antigo prêmio teatral dos Estados Unidos, depois do Prêmio Pulitzer. O prêmio principal é para a melhor peça. Se o vencedor é uma peça americana, eles também votam na melhor obra estrangeira e vice-versa. Desde 1945, o Círculo também concede o prêmio anual ao melhor musical. Os prêmios são entregues após a eleição numa pequena cerimônia.
Citações especiais também podem ser entregues a atores, companhias teatrais ou trabalhos de mérito especial. O prêmio de Melhor Peça inclui um prêmio em dinheiro de US$2,500 e mais US$1,000 ao autor da obra.

## Membros afiliados
| - Associated Press - Back Stage - Bergen Record - Bloomberg News | - Entertainment Weekly - New York Daily News - New York Post - Newsday | - The New Yorker - TheaterMania - Time - Time Out New York | - USA Today - Variety - Village Voice - Wall Street Journal |